# Zaprężyn
Zaprężyn (niem. Sapraschine) – wieś w Polsce położona w województwie dolnośląskim, w powiecie wrocławskim, w gminie Długołęka.
Wieś położona w niewielkiej dolinie, pośród Wzgórz Trzebnickich. Oddalona o 3,5 kilometra od węzła drogi ekspresowej S8 w Łozinie. We wsi znajduje się boisko, plac zabaw oraz plenerowa siłownia. Komunikację publiczną z Wrocławiem zapewnia autobus nr 934.

## Podział administracyjny
W latach 1975–1998 miejscowość administracyjnie należała do województwa wrocławskiego.

## Dawna nazwa
W okresie hitlerowskiego reżimu w latach 1936–1945 miejscowość nosiła nazwę Lindenhof.

## Zabytki
Do wojewódzkiego rejestru zabytków wpisany jest
- zespół pałacowy, z lat 1880–1890:
  - pałac - dwór zbudowany w latach 1880–1890, murowany, tynkowany, jednopiętrowy z pięcioma ryzalitami. Dachy czterospadowe z lukarnami. Wejście między ryzalitami. Część okien oraz drzwi zamknięte półkoliście; okna proste obramowane w kamieniu. Wszystkie narożniki ozdobione wypukłymi kamiennymi płytami
  - park, staw i otoczenie pałacu

## Inne atrakcje
- wąwóz lessowy
- malownicze położenie w obrębie tzw. Kocich Gór